# Passeri
Passeri so podred ptičev pevcev, ki jih združuje značilnost, da imajo polno razvit sirinks – organ z glasilkam podobnimi strukturami, s katerimi proizvajajo melodične zvoke oz. ptičje petje. Imenujemo jih tudi oscini, po latinskem imenu oscen za ptiča pevca.
Tvorijo eno izmed dveh glavnih vej sedanjih ptičev pevcev: vsebujejo preko 4000 vrst, kar je več kot polovica vseh znanih vrst ptic. Druga veja so Tyranni (suboscini) z občutno slabše razvitim, a vseeno prisotnim sirinksom. Obstaja tudi tretja veja ptičev pevcev, primitivna novozelandska družina Acantisittidae, ki je z zdaj dostopnimi podatki ne moremo uvrstiti v podred. Pevci naj bi se razdelili na podreda Passeri in Tyrrani pred približno 44 milijoni let, nakar so se Passeri razvijali v glavnem v Evraziji, Tyrrani pa v Novem svetu, čeprav geološka zgodovina selitev in diverzifikacije še ni razrešena. Tudi znotraj podreda Passeri je klasifikacija še nedorečena in predmet intenzivnih razprav med taksonomi.

## Opis
Sirinks je organ s koščenim ogrodjem na mestu, kjer se ptičji sapnik razdeli v sapnici. Vsebuje več membran, ki nihajo ob izdihu in jih nadzorujejo bolj ali manj razvite mišice. Z njim lahko Passeri izvajajo zapletene melodije, čeprav nekatere skupine nimajo te sposobnosti, na primer vrani, ki le krakajo, drugi pa sploh ne pojejo. Petje ima vlogo sporazumevanja, predvsem v kontekstu dvorjenja (pri večini pevcev pojejo samci) in vzpostavljanja gnezditvenega teritorija. Najvpadljivejši pevci, kot je slavec, že dolgo navdihujejo pesnike in skladatelje, a vsi Passeri ne izvajajo petja, ki bi ga človek opisal kot prijetnega.

## Taksonomija in sistematika
Sibley in Alquist sta prave pevke razdelila v dva "parvreda", Corvida in Passerida  (po standardni taksonomski razvrstitvi bi ti skupini uvrstili kot infrareda). Te ptice so razširjene v regiji Avstralije in Papue ter v Evraziji. Kasnejše molekularne raziskave so pokazale, da ta razdelitev ni povsem točna. Je zelo raznolika skupina ptic, ki vključuje več kot tretjino je zelo raznolika skupina ptic, leta 2015  jih je bilo zabeleženih 3.885 vrst). Te so razdeljene v tri večje naddružine (čeprav se te ne ujemajo popolnoma z razdelitvijo po Sibleyju in Alquistu), ter nekaj manjših skupin.
Po drugi strani pa je skupina „Corvida“, kot sta jo opisala Sibley in Alquist, filogenetski stopnja in rezultat fenetične metodologije, kar pomeni, da ne predstavlja naravne evolucijske skupine. Večina ptic, ki so jih uvrstili v "Corvida" tvori velik klad Corvides (v letu 2015 je vključevala 812 vrst), ki je sestrska skupina infraredu Passerida. Preostalih 15 družin teh ptic (343 vrst leta 2015[) tvori niz zgodaj razvejanih sestrskih skupin, ki so predhodnice kladu Corvoid - Passerid.
Eden najstarejših znanih fosilov teh ptic je Resoviaornis iz zgodnjega oligocena na <poljskem.

### Družine
- Menuroidea
  - Menuridae: lirorepci
  - Atrichornithidae: hostniki
- Utičarji in avstralski plezalčki
  - Climacteridae: avstraloazijski plezalčki
  - Ptilonorhynchidae: utičarji
- Meliphagoidea: medarji in sorodniki
  - Maluridae: stržki
  - Meliphagidae: medarji
  - Dasyornithidae
  - Pardalotidae
  - Acanthizidae
- Australo‑papuanski babblerji
  - Pomatostomidae
- Logrunners
  - Orthonychidae: drozgi prepeličarji
- Druge bazalne linije
  - Cnemophilidae: Cnemophilus in Loboparadisea
  - Melanocharitidae
  - Callaeidae
  - Notiomystidae
- Corvides
  - Paramythiidae
  - Psophodidae
  - Platysteiridae
  - Malaconotidae
  - Machaerirynchidae: Machaerirhynchus
  - Vangidae
  - Pityriasidae
  - Artamidae: drevesne lastovke (prej v Cracticidae)
  - Rhagologidae
  - Aegithinidae
  - Campephagidae: trdorepci
  - Mohouidae
  - Neosittidae
  - Eulacestomidae
  - Oreoicidae
  - Pachycephalidae: žvižgavke
  - Laniidae: srakoperji
  - Vireonidae: vireji
  - Oriolidae: kobilarji (prej Turnagridae)
  - Dicruridae: drongi
  - Rhipiduridae
  - Monarchidae
  - Platylophidae
  - Corvidae: vrani
  - Corcoracidae
  - Melampittidae
  - Ifritidae
  - Paradisaeidae: rajčice
- Passerida
  - Petroicidae: avstralske taščice
  - Picathartidae: dolgonoge vrane
  - Chaetopidae
  - Eupetidae
  - Bombycillidae: pegami
  - Ptiliogonatidae: svilnati muharji
  - Hypocoliidae
  - Dulidae
  - † Mohoidae: rodova Moho in Chaetoptila genera
  - Hylocitreidae
  - Stenostiridae
  - Paridae: sinice
  - Remizidae: plašice
  - Nicatoridae
  - Panuridae
  - Alaudidae: škrjanci
  - Pycnonotidae: dlakavci
  - Hirundinidae: lastovke
  - Pnoepygidae
  - Macrosphenidae
  - Cettiidae
  - Scotocercidae
  - Erythrocercidae
  - Aegithalidae: dolgorepke
  - Phylloscopidae:  nedavno ločeni od Sylviidae.
  - Acrocephalidae
  - Locustellidae
  - Donacobiidae
  - Bernieridae
  - Cisticolidae
  - Timaliidae: timalije
  - Pellorneidae
  - Leiothrichidae
  - Sylviidae: penice
  - Zosteropidae: očalarji
  - Arcanatoridae
  - Promeropidae
  - Irenidae: listarji
  - Regulidae: kraljički
  - Elachuridae
  - Hyliotidae
  - Troglodytidae: stržki
  - Polioptilidae: mučičarke
  - Sittidae: brglezi
  - Tichodromidae: skalni plezalčki
  - Certhiidae: drevesni plezalčki
  - Mimidae: ameriški kosi in drozgi
  - Sturnidae: škorci
  - Buphagidae
  - Turdidae: drozgi
  - Muscicapidae: muharji
  - Cinclidae: povodni kosi
  - Chloropseidae
  - Dicaeidae: omelovci
  - Nectariniidae: medosesi
  - Passeridae: pravi vrabci
  - Ploceidae
  - Estrildidae: astrilde
  - Viduidae
  - Peucedramidae: oljčne penice
  - Prunellidae: pevke
  - Motacillidae: pastirice
  - Urocynchramidae
  - Fringillidae: pravi ščinkavci (prej Drepanididae)
  - Parulidae: penice novega sveta
  - Icteridae
  - Coerebidae
  - Emberizidae: strnadi
  - Passerellidae: New World sparrows
  - Thraupidae: tangare
  - Calcariidae
  - Cardinalidae: kardinali